# Сіях-Естелах (Решт)
Сіях-Естелах (перс. سياه اسطلخ) — село в Ірані, у дегестані Пір-Базар, в Центральному бахші, шагрестані Решт остану Ґілян. За даними перепису 2006 року, його населення становило 4415 осіб, що проживали у складі 1194 сімей.

## Клімат
Середня річна температура становить 14,31°C, середня максимальна – 27,88°C, а середня мінімальна – -1,33°C. Середня річна кількість опадів – 1134 мм.
| Клімат поселення                              | Клімат поселення | Клімат поселення | Клімат поселення | Клімат поселення | Клімат поселення | Клімат поселення | Клімат поселення | Клімат поселення | Клімат поселення | Клімат поселення | Клімат поселення | Клімат поселення | Клімат поселення |
| Показник                                      | Січ.             | Лют.             | Бер.             | Квіт.            | Трав.            | Черв.            | Лип.             | Серп.            | Вер.             | Жовт.            | Лист.            | Груд.            |                  |
| Середній максимум, °C                         | 7,71             | 9,18             | 12,29            | 18,32            | 22,72            | 26,04            | 27,62            | 27,88            | 25,16            | 20,61            | 15,66            | 11,24            |                  |
| Середня температура, °C                       | 3,19             | 4,67             | 7,77             | 13,79            | 18,20            | 21,52            | 23,36            | 23,64            | 20,89            | 16,34            | 11,39            | 6,98             |                  |
| Середній мінімум, °C                          | −1,33            | 0,14             | 3,25             | 9,27             | 13,68            | 16,99            | 19,10            | 19,35            | 16,64            | 12,10            | 7,13             | 2,71             |                  |
| Норма опадів, мм                              | 119              | 93               | 85               | 50               | 45               | 30               | 27               | 58               | 123              | 188              | 168              | 148              |                  |
| Середньомісячна швидкість вітру, м/с          | 2.20             | 2.40             | 2.40             | 2.30             | 2.30             | 2.46             | 2.58             | 2.30             | 2.10             | 2.09             | 2.04             | 2.00             |                  |
| Середньомісячна сонячна радіація, кДж/м²·день | 6735             | 8904             | 10940            | 15633            | 19941            | 22011            | 22874            | 19207            | 15850            | 10822            | 8497             | 6527             |                  |
| --------------------------------------------- | ---------------- | ---------------- | ---------------- | ---------------- | ---------------- | ---------------- | ---------------- | ---------------- | ---------------- | ---------------- | ---------------- | ---------------- | ---------------- |
| Джерело:                                      |                  |                  |                  |                  |                  |                  |                  |                  |                  |                  |                  |                  |                  |